# Солнцев Берег
Солнцев Берег (рос. Солнцев Берег) — присілок у Лузькому районі Ленінградської області Російської Федерації.
Населення становить 25 осіб. Належить до муніципального утворення Дзержинське сільське поселення.

## Історія
Згідно із законом від 28 вересня 2004 року № 65-оз належить до муніципального утворення Дзержинське сільське поселення.

## Населення
| 1838 | 1862 | 1997 | 2007 | 2010 |
| ---- | ---- | ---- | ---- | ---- |
| 75   | ↘35  | ↘5   | ↗8   | ↗25  |